# Robert Compaore
Robert Compaore (* 4. Oktober 1965 in Manga, Provinz Zoundwéogo) ist ein Diplomat der Republik Burkina Faso.

## Studium
Er erhielt ein Diplom der École nationale d’administration et de magistrature.

## Werdegang
Von 1988 bis 1992 war er Verwaltungsassistent im Ministre de la Fonction Publique et de la modernisation de l’Administration (Innenministerium) in Ouagadougou.
Von 1994 bis 1997 war er Gesandtschaftssekretär dritter Klasse im Außenministerium in Ouagadougou.
Von 1997 bis 2001 war er Gesandtschaftssekretär dritter Klasse in Paris.
2004 war er Gesandtschaftsrat im Außenministerium.
Von 2004 bis 2006 leitete er den Rechtsberatungsdienst des Außenministeriums.
Von 2006 bis 2007 leitete er die Personalabteilung im Außenministerium.
Von 2007 bis 2012 war er Gesandtschaftsrat zweiter Klasse in Brüssel.
2012 war er Gesandtschaftsrat im Außenministerium.
Von 2012 bis 2013 war er Berater von Alassane Ouattara, Präsident der Westafrikanische-Wirtschaftsgemeinschaft-Kommission in der Sondervertretung in Guinea-Bissau.
Von 2013 bis 2015 war er Gesandtschaftsrat bei der burkinischen Mission bei der Westafrikanischen Wirtschaftsgemeinschaft.
Er spricht Französisch, Englisch, Mòoré. 
Am 21. Januar 2016 wurde er von Papst Franziskus beim Heiligen Stuhl als Botschafter akkreditiert.